# Bauczi (miasto)
Bauczi (ang. Bauchi) – miasto w Nigerii, stolica stanu Bauczi. W 2016 roku liczyło 693 700 mieszkańców. Zostało założone przez Yaqub'a Ibn Dadi'ego.
W mieście pochowano Tafawa'ę Balewa'ę. W pobliżu znajduje się Park Narodowy Yankari.

## Transport
W 1914 otworzono kolej wąskotorową (rozstaw 762 mm) z kopalni cyny oraz kolumbitu w Dżos do głównej linii (do Lagosu) w Zarii. W 1927 poszerzono rozstaw do 1057 mm na odcinku Dżos - Bukuru (16 km), umożliwiając bezpośredni transport do Port Harcourt i skracając drogę. 
Pozostałą część linii do Zarii zamknięto w 1957.